# Tour de Wallonie 2023
50. ročník etapového cyklistického závodu Tour de Wallonie (oficiálně Ethias–Tour de Wallonie) se konal mezi 22. a 26. červencem 2023 v belgickém regionu Valonsko. Celkovým vítězem se stal Ital Filippo Ganna z týmu Ineos Grenadiers. Na druhém a třetím místě se umístili Brit Joshua Tarling (Ineos Grenadiers) a Belgičan Brent Van Moer (Lotto–Dstny). Závod byl součástí UCI ProSeries 2023 na úrovni 2.Pro.

## Týmy
Závodu se zúčastnilo 9 z 18 UCI WorldTeamů, 5 UCI ProTeamů a 3 UCI Continental týmy. Všechny týmy nastoupily na start se sedmi závodníky kromě týmu Baloise–Trek Lions s šesti jezdci a Arkéa–Samsic s pěti jezdci, závod tak odstartovalo 116 jezdců. Do cíle v Aubelu dojelo 72 z nich.
UCI WorldTeamy
- AG2R Citroën Team
- Alpecin–Deceuninck
- Arkéa–Samsic
- Cofidis
- Groupama–FDJ
- Ineos Grenadiers
- Intermarché–Circus–Wanty
- Lidl–Trek
- Soudal–Quick-Step

UCI ProTeamy
- Bingoal WB
- Israel–Premier Tech
- Lotto–Dstny
- Team Flanders–Baloise
- Uno-X Pro Cycling Team

UCI Continental týmy
- Baloise–Trek Lions
- Matériel-vélo.com
- Nice Métropole Côte d'Azur

## Trasa a etapy
| Etapa         | Datum         | Trasa                      | Vzdálenost | Typ      | Typ                  | Vítěz                |
| ------------- | ------------- | -------------------------- | ---------- | -------- | -------------------- | -------------------- |
| 1             | 22. července  | Huy – Hamoir               | 189,6 km   |          | Zvlněná etapa        | Filippo Ganna (ITA)  |
| 2             | 23. července  | Saint-Ghislain – Walcourt  | 179,7 km   |          | Zvlněná etapa        | Arnaud De Lie (BEL)  |
| 3             | 24. července  | Thuin – Mont-Saint-Guibert | 186,8 km   |          | Zvlněná etapa        | Timo Kielich (BEL)   |
| 4             | 25. července  | Mons – Mons                | 32,7 km    |          | Individuální časovka | Filippo Ganna (ITA)  |
| 5             | 26. července  | Banneux – Aubel            | 215 km     |          | Zvlněná etapa        | Andrea Bagioli (ITA) |
| Celková délka | Celková délka | Celková délka              | 803,8 km   | 803,8 km | 803,8 km             | 803,8 km             |

## Průběžné pořadí
| Etapa          | Vítěz          | Celkové pořadí | Bodovací soutěž  | Vrchařská soutěž | Sprinterská soutěž | Soutěž mladých jezdců | Soutěž týmů        | Cena bojovnosti  |
| -------------- | -------------- | -------------- | ---------------- | ---------------- | ------------------ | --------------------- | ------------------ | ---------------- |
| 1              | Filippo Ganna  | Filippo Ganna  | Filippo Ganna    | Johan Meens      | Alex Colman        | Mathias Vacek         | Alpecin–Deceuninck | Jonathan Couanon |
| 2              | Arnaud De Lie  | Arnaud De Lie  | Davide Ballerini | Johan Meens      | Sander De Pestel   | Arnaud De Lie         | Alpecin–Deceuninck | Laurenz Rex      |
| 3              | Timo Kielich   | Timo Kielich   | Timo Kielich     | Johan Meens      | Alex Colman        | Timo Kielich          | Alpecin–Deceuninck | Tord Gudmestad   |
| 4              | Filippo Ganna  | Filippo Ganna  | Filippo Ganna    | Johan Meens      | Alex Colman        | Joshua Tarling        | Ineos Grenadiers   | neuděleno        |
| 5              | Andrea Bagioli | Filippo Ganna  | Timo Kielich     | Johan Meens      | Brent Van Moer     | Joshua Tarling        | Ineos Grenadiers   | Mauro Schmid     |
| Konečné pořadí | Konečné pořadí | Filippo Ganna  | Timo Kielich     | Johan Meens      | Brent Van Moer     | Joshua Tarling        | Ineos Grenadiers   | neuděleno        |

- Ve 2. etapě nosil Davide Ballerini, jenž byl druhý v bodovací soutěži, žlutý dres, protože lídr této klasifikace Filippo Ganna nosil oranžový dres pro lídra celkového pořadí.
- Ve 3. etapě nosil Thibau Nys, jenž byl druhý v soutěži mladých jezdců, červený dres, protože lídr této klasifikace Arnaud De Lie nosil oranžový dres pro lídra celkového pořadí.
- Ve 4. etapě nosil Arnaud De Lie, jenž byl druhý v bodovací soutěži, žlutý dres, protože lídr této klasifikace Timo Kielich nosil oranžový dres pro lídra celkového pořadí.
- Ve 4. etapě nosil Thibau Nys, jenž byl třetí v soutěži mladých jezdců, červený dres, protože lídr této klasifikace Timo Kielich nosil oranžový dres pro lídra celkového pořadí a druhý závodník této klasifikace Arnaud De Lie nosil žlutý dres pro lídra bodovací soutěže.
- V 5. etapě nosil Timo Kielich, jenž byl druhý v bodovací soutěži, žlutý dres, protože lídr této klasifikace Filippo Ganna nosil oranžový dres pro lídra celkového pořadí.

## Konečné pořadí
| Legenda | Legenda                            | Legenda | Legenda                               |
| ------- | ---------------------------------- | ------- | ------------------------------------- |
|         | Označuje lídra celkového pořadí    |         | Označuje lídra bodovací soutěže       |
|         | Označuje lídra vrchařské soutěže   |         | Označuje lídra soutěže mladých jezdců |
|         | Označuje lídra sprinterské soutěže |         |                                       |

### Celkové pořadí
| Pořadí | Jezdec                    | Tým                | Čas         |
| ------ | ------------------------- | ------------------ | ----------- |
| 1      | Filippo Ganna (ITA)       | Ineos Grenadiers   | 19h 08' 14" |
| 2      | Joshua Tarling (GBR)      | Ineos Grenadiers   | + 18"       |
| 3      | Brent Van Moer (BEL)      | Lotto–Dstny        | + 40"       |
| 4      | Connor Swift (GBR)        | Ineos Grenadiers   | + 40"       |
| 5      | Xandro Meurisse (BEL)     | Alpecin–Deceuninck | + 1' 34"    |
| 6      | Thibault Guernalec (FRA)  | Arkéa–Samsic       | + 1' 44"    |
| 7      | Pierre-Luc Périchon (FRA) | Cofidis            | + 1' 46"    |
| 8      | Bauke Mollema (NED)       | Lidl–Trek          | + 2' 01"    |
| 9      | Filippo Baroncini (ITA)   | Lidl–Trek          | + 2' 02"    |
| 10     | Mauro Schmid (SUI)        | Soudal–Quick-Step  | + 2' 08"    |

### Bodovací soutěž
| Pořadí | Jezdec                 | Tým                 | Body |
| ------ | ---------------------- | ------------------- | ---- |
| 1      | Timo Kielich (BEL)     | Alpecin–Deceuninck  | 54   |
| 2      | Filippo Ganna (ITA)    | Ineos Grenadiers    | 50   |
| 3      | Arnaud De Lie (BEL)    | Lotto–Dstny         | 50   |
| 4      | Andrea Bagioli (ITA)   | Soudal–Quick-Step   | 25   |
| 5      | Thibau Nys (BEL)       | Lidl–Trek           | 24   |
| 6      | Joshua Tarling (GBR)   | Ineos Grenadiers    | 20   |
| 7      | Florian Sénéchal (FRA) | Soudal–Quick-Step   | 20   |
| 8      | Stephen Williams (GBR) | Israel–Premier Tech | 20   |
| 9      | Jake Stewart (GBR)     | Groupama–FDJ        | 16   |
| 10     | Connor Swift (GBR)     | Ineos Grenadiers    | 15   |

### Vrchařská soutěž
| Pořadí | Jezdec                        | Tým                   | Body |
| ------ | ----------------------------- | --------------------- | ---- |
| 1      | Johan Meens (BEL)             | Bingoal WB            | 64   |
| 2      | Ceriel Desal (BEL)            | Bingoal WB            | 46   |
| 3      | Mauro Schmid (SUI)            | Soudal–Quick-Step     | 38   |
| 4      | Mauri Vansevenant (BEL)       | Soudal–Quick-Step     | 28   |
| 5      | Dries De Bondt (BEL)          | Alpecin–Deceuninck    | 28   |
| 6      | Bruno Armirail (FRA)          | Groupama–FDJ          | 16   |
| 7      | Sander De Pestel (BEL)        | Team Flanders–Baloise | 10   |
| 8      | Amanuel Ghebreigzabhier (ERI) | Lidl–Trek             | 6    |
| 9      | Joris Nieuwenhuis (NED)       | Baloise–Trek Lions    | 4    |
| 10     | Pim Ronhaar (NED)             | Baloise–Trek Lions    | 2    |

### Sprinterská soutěž
| Pořadí | Jezdec                 | Tým                      | Body |
| ------ | ---------------------- | ------------------------ | ---- |
| 1      | Brent Van Moer (BEL)   | Lotto–Dstny              | 10   |
| 2      | Mauro Schmid (SUI)     | Soudal–Quick-Step        | 10   |
| 3      | Sander De Pestel (BEL) | Team Flanders–Baloise    | 10   |
| 4      | Dries De Bondt (BEL)   | Alpecin–Deceuninck       | 6    |
| 5      | Loïc Vliegen (BEL)     | Intermarché–Circus–Wanty | 5    |
| 6      | Johan Meens (BEL)      | Bingoal WB               | 4    |
| 7      | Lorenzo Rota (ITA)     | Intermarché–Circus–Wanty | 3    |
| 8      | Paul Lapeira (FRA)     | AG2R Citroën Team        | 3    |
| 9      | Robert Stannard (AUS)  | Alpecin–Deceuninck       | 3    |
| 10     | Kenneth Van Rooy (BEL) | Bingoal WB               | 3    |

### Soutěž mladých jezdců
| Pořadí | Jezdec                  | Tým                   | Čas         |
| ------ | ----------------------- | --------------------- | ----------- |
| 1      | Joshua Tarling (GBR)    | Ineos Grenadiers      | 19h 08' 32" |
| 2      | Filippo Baroncini (ITA) | Lidl–Trek             | + 1' 44"    |
| 3      | Mauro Schmid (SUI)      | Soudal–Quick-Step     | + 1' 50"    |
| 4      | Paul Lapeira (FRA)      | AG2R Citroën Team     | + 2' 12"    |
| 5      | Jenno Berckmoes (BEL)   | Team Flanders–Baloise | + 2' 38"    |
| 6      | Timo Kielich (BEL)      | Alpecin–Deceuninck    | + 2' 57"    |
| 7      | Enzo Paleni (FRA)       | Groupama–FDJ          | + 2' 57"    |
| 8      | Arnaud De Lie (BEL)     | Lotto–Dstny           | + 3' 02"    |
| 9      | Jake Stewart (GBR)      | Groupama–FDJ          | + 3' 26"    |
| 10     | Mathis Le Berre (FRA)   | Arkéa–Samsic          | + 3' 59"    |

### Soutěž týmů
| Pořadí | Tým                      | Čas         |
| ------ | ------------------------ | ----------- |
| 1      | Ineos Grenadiers         | 57h 25' 50" |
| 2      | Lidl–Trek                | + 3' 55"    |
| 3      | Soudal–Quick-Step        | + 4' 44"    |
| 4      | Alpecin–Deceuninck       | + 5' 59"    |
| 5      | Lotto–Dstny              | + 6' 30"    |
| 6      | Intermarché–Circus–Wanty | + 6' 45"    |
| 7      | Groupama–FDJ             | + 7' 09"    |
| 8      | AG2R Citroën Team        | + 7' 32"    |
| 9      | Cofidis                  | + 8' 16"    |
| 10     | Israel–Premier Tech      | + 8' 41"    |